# Enriqueta Soriano i Tresserra
Enriqueta Soriano i Tresserra (Barcelona, 1920 – Barcelona, 13 d'agost de 1983) fou una nedadora catalana.
Membre del Club Natació Barcelona, juntament amb la seva germana Carme fou una de les primeres figures de la natació a Catalunya i a l'Estat espanyol durant la dècada del 1930 i 1940. Especialista en braça, crol i relleus, es proclamà campiona de Catalunya en divuit ocasions, onze de les quals en la prova de 200 m braça. A nivell estatal, es proclamà campiona d'Espanya en dinou ocasions, destacant en la prova de relleu 4x100 m lliures on aconseguí nou títols. També guanyà cinc vegades la Travessia del Port de Barcelona (1940, 1941, 1942, 1946, 1948) i la Copa Nadal (1940). Internacional amb la selecció espanyola en vuit ocasions, participà al Campionat d'Europa de 1934. Entre d'altres reconeixements, fou guardonada amb la medalla al Mèrit esportiu de la Federació Catalana de Natació (1945) i la placa d'honor de la Federació Espanyola de Natació.

## Palmarès
- 18 campionats de Catalunya de natació

- 19 campionats d'Espanya de natació

- 1 en 100 m lliures (1948)
- 2 en 400 m lliures (1945, 1948)
- 4 en 200 m braça (1934, 1935, 1947, 1948)
- 3 en 3x100 m estils (1934, 1935, 1936)
- 9 en 4x100 m lliures (1935, 1940, 1941, 1942, 1943, 1944, 1945, 1947, 1948)